# 劳斯莱斯有限公司
劳斯莱斯有限公司（英語：Rolls-Royce Limited），又译罗尔斯·罗伊斯有限公司，是英国历史上一家国际知名的汽车、航空发动机制造商，于1906年由查爾斯·勞斯和亨利·萊斯爵士共同创立。此后劳斯莱斯公司迅速发展，设计了各种独特的车型，并以精湛的制造工艺而闻名于世。至1970年代，由于受航空发动机业务的拖累，劳斯莱斯公司陷入严重的财政问题。这导致公司在1971年被英国政府实行国有化，并由国家提供了一系列财政补助。1973年，汽车业务被劳斯莱斯公司剥离，成立了单独的实体公司——劳斯莱斯汽车公司，而主要的航空、航海发动机业务仍属国有。1987年，劳斯莱斯有限公司成功私有化，组建了劳斯莱斯控股有限公司。

## 外部連結
- "Lessons for Tomorrow from the Old Rolls-Royce" a 1973 Flight article by Francis Rodwell Banks
- Catalogue of the Rolls-Royce Joint Shop Stewards' Combine archives, held at the Modern Records Centre, University of Warwick